# Porto de Xangai
O Porto de Xangai é um porto de terminais marítimo de águas profundas e fluviais está localizado nas redondezas da cidade chinesa de Xangai. É o  porto mais ativo do mundo em toneladas transportadas. O porto pode ser caracterizado como marítimo ou fluvial, devido ao fato de tanto o Mar da China Oriental e a Baía de Hangzhou quanto os rios Yangtzé e Huangpu serem usados para o aportamento dos navios.
Em 2016, o porto de Xangai estabeleceu um recorde histórico ao lidar com mais de 37 milhões de TEUs. 

## Geografia
O porto de Xangai é banhado pelo Mar da China Oriental, a leste, e a Baía de Hangzhou, ao sul. Inclui as confluências do rio Yangtze, o rio Huangpu (que entra no rio Yangtze) e o rio Qiantang.

## Administração
O porto é administrado e operado pela Shanghai International Port Group Co., Ltd., que substituiu a Shanghai Port Authority em 2003.  A SIPG é uma empresa pública da China, na qual o Governo de Xangai é detentor de 44,23% das ações. 

## História
A história do porto de Xangai é paralela à da cidade de mesmo nome. Embora não haja evidência de assentamentos a partir de 5000 a.C., será a partir da Dinastia Han e, especialmente, durante os séculos V e VII d.C., quando Xangai vai se tornar uma pequena vila de pescadores e produtores de sal, tendo a necessidade de uma extensão além do mar no ano 1172. No entanto, não aconteceu até o século XII, quando a cidade se tornou um importante centro de algodão. Nestes estágios iniciais, o porto de Xangai estava localizado na foz do rio Wusong, e na do rio Huangpu.
A dinastia Ming (1368-1644) ofereceu um avanço para a cidade de Xangai, os imperadores dessa dinastia foram responsáveis pela dragagem do rio Huangpu para melhorar a passagem existente e ir movendo-a ao longo do rio Huangpu para o local atual. Além disso, construíram de uma muralha ao redor da cidade para deter o ataque dos piratas japoneses Wokou.
A dinastia Qing (1644-1912) foi responsável por elevar o porto de Xangai como o mais importante na região do Yangtze, devido a dois fatores: primeiro, a permissão para aceitar embarcações oceânicas e ter controle exclusivo do comércio exterior da província de Jiangsu. Em 1842 começa a história do porto como a conhecemos hoje, já que foi naquele ano quando o Tratado de Nanquim foi assinado, o que encerrou a Primeira Guerra do Ópio (1839-1842) entre a China e o Império Britânico. Como resultado deste tratado, além de muitas outras coisas, incluindo a famosa cessão da ilha de Hong Kong, o governo chinês foi forçado a abrir cinco portos internacionais, incluindo o de Xangai, para o comércio internacional. A entrada de potências europeias e americanas (França, os Estados Unidos e o Império Britânico) incentivaram o desenvolvimento do porto, tornando-se, no início do século XX, o maior porto do Extremo Oriente.
A rebelião de Taiping (1850-1864), reconhecida como o maior confronto armado até a Segunda Guerra Mundial, teve efeitos devastadores na cidade de Xangai. No entanto, a área ocupada por estrangeiros, onde o porto estava localizado, mal foi tocada.
Entre 1860 e 1895, toda a China passou por um processo de modernização e desenvolvimento no qual o porto de Shanghai foi beneficiado, mas foi paralisado pela guerra contra o Japão e a subsequente queda da dinastia Qing (1911), começou um período de instabilidade econômica e social.
Após a Batalha de Xangai (1937), o Japão assume o controle da cidade e, a partir deste momento, a cidade perderá gradualmente seu poder econômico e financeiro. A invasão japonesa começará a Segunda Guerra Mundial na Ásia. Xangai permanecerá sob domínio japonês até o final da guerra, sendo durante este período um importante refúgio dos cidadãos europeus. O ponto culminante do conflito não envolveu uma melhoria econômica para Xangai, porque ele seguiu a tomada do poder pelo Partido Comunista (1949), que reduziu drasticamente todo o comércio exterior e fuga de capitais produzidos para Hong Kong.

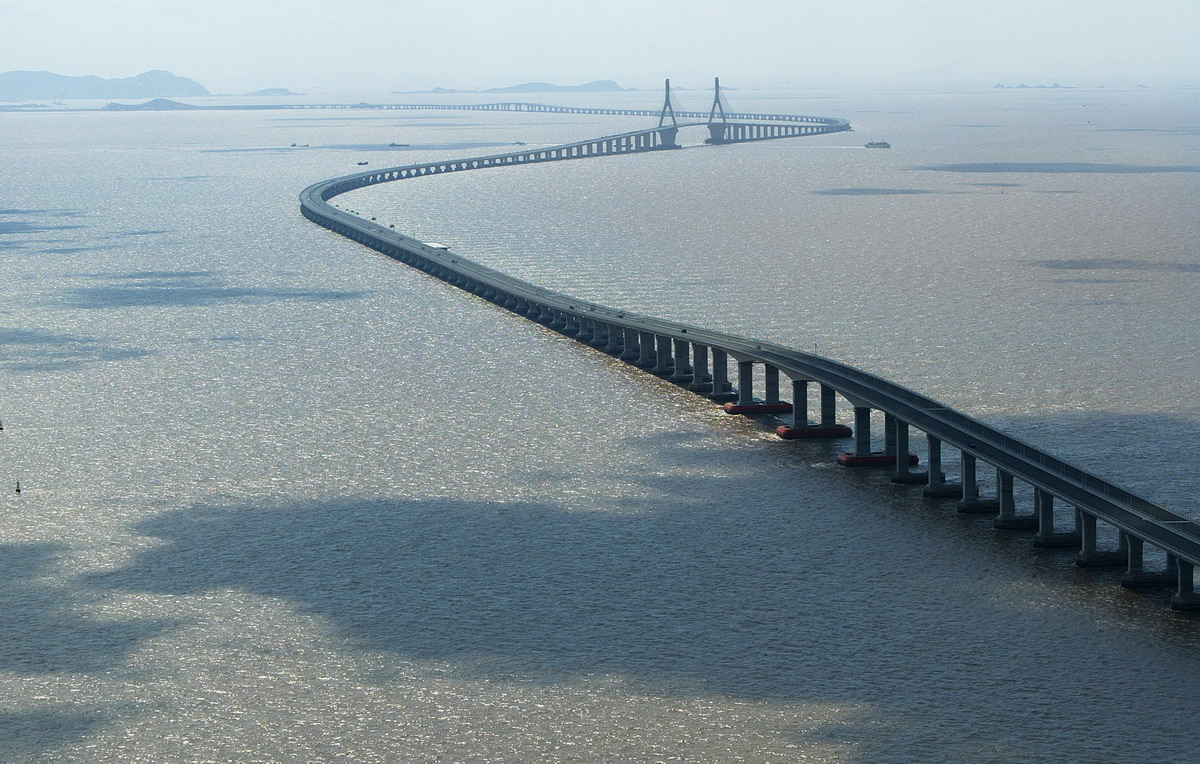
Ponte de Donghai, que liga as ilhas Yangshan na Baía de Hangzhou à cidade de Xangai.

### Ponte Donghai
Em 1991, o governo central permitiu que Xangai iniciasse uma reforma econômica. Desde então, o porto de Xangai se desenvolveu em ritmo acelerado. Em 2005, o porto/terminal de águas profundas de Yangshan foi construído nas ilhas Yangshan, um grupo de ilhas na Baía de Hangzhou, ligadas a Xangai pela Ponte de Donghai. Este desenvolvimento permitiu que o porto superasse as condições de águas rasas em sua localização atual, e rivalizasse com outro porto de águas profundas, o vizinho porto de Ningbo-Zhoushan.

## Complexo Portuário
O porto de Xangai é administrado pela Shanghai International Port Group (SIPG), uma empresa pública na qual 45% das ações pertencem ao governo municipal de Xangai. Quanto ao tráfego de contêineres, ele é composto de três outros portos:
• Porto de Wusongkuo (Wusong)
• Porto de Waigaoqiao
• Porto de águas profundas de Yangshan
O porto de Xangai também possui um número significativo de áreas não destinadas a contêineres. No entanto, como elas desempenham um papel regional, e são os contêineres que fizeram de Xangai como um dos maiores portos em escala global, parece correto focar nessa parte. Apesar disso, existe uma importância relevantes destas outras áreas: Também gerenciadas pela SIPG, são localizadas em terminais dentro dos portos de Wusongkuo, Waigaoqiao e Luojing. São usadas como uma distribuição para o interior do país, sendo um pilar do desenvolvimento econômico da região do Yangtze. Entre seus terminais destacam-se: 
- SIPG Carvão: responsável pelo transporte de 30 milhões de toneladas de carvão, areia e brita anualmente.
- SIPG Zhanghuabang Company: usada para transportar aço, ferro, produtos pesados e até contêineres. É um dos terminais mais bem equipados do porto.
- SIPG Jungong Road Branch: aço, ferro e veículos são suas principais mercadorias.
- SIPG Baoshan Terminal Branch: transporta e armazena tanto cargas a granel quanto contêineres.
- SIPG Longwu Branch • Empresa Subsidiária SIPG Luojing: especializada em cargas a granel.
- Terminais da Xangai Luojing Ore. Co., Ltd: só transporta aço.

### Porto de Wusongkou
Wusongkou, o porto mais antigo de Xangai, está localizado na foz do rio Huangpu, na do rio Yangtze. O porto é responsável pelo comércio local, ao longo do rio Yangtze, e é o principal porto de passageiros da cidade. O porto tem um comprimento de 2,3 km, no qual há 10 berços, 11 metros de calado e uma área de 550 mil metros quadrados para armazenar contêineres. Atualmente a cidade de Xangai, com o objetivo de alcançar uma melhoria ambiental e aumentar o turismo, está aplicando uma política de recuperação dos espaços do rio, que traz, entre muitas outras coisas, um iate clube. Isso está causando uma diminuição na atividade de serviços no porto, o que significa que parte da logística do porto se move para o vizinho, Waigaoqiao.

### Porto de Waigaoquiao
O porto de Waigaoqiao está localizado no sul da foz do rio Yangtze, ao norte do chamado Pudong. A localização do porto nesta área é perfeita, uma vez que é a primeira zona de livre comércio na China, e também está perto do Aeroporto Internacional de Pudong. Para evitar problemas de sedimentação de áreas, bem como facilitar a construção e manutenção dos píeres, optou-se pela construção dos terminais 1, 2 e 3, paralelos à foz, a uma distância de 250 metros da costa.

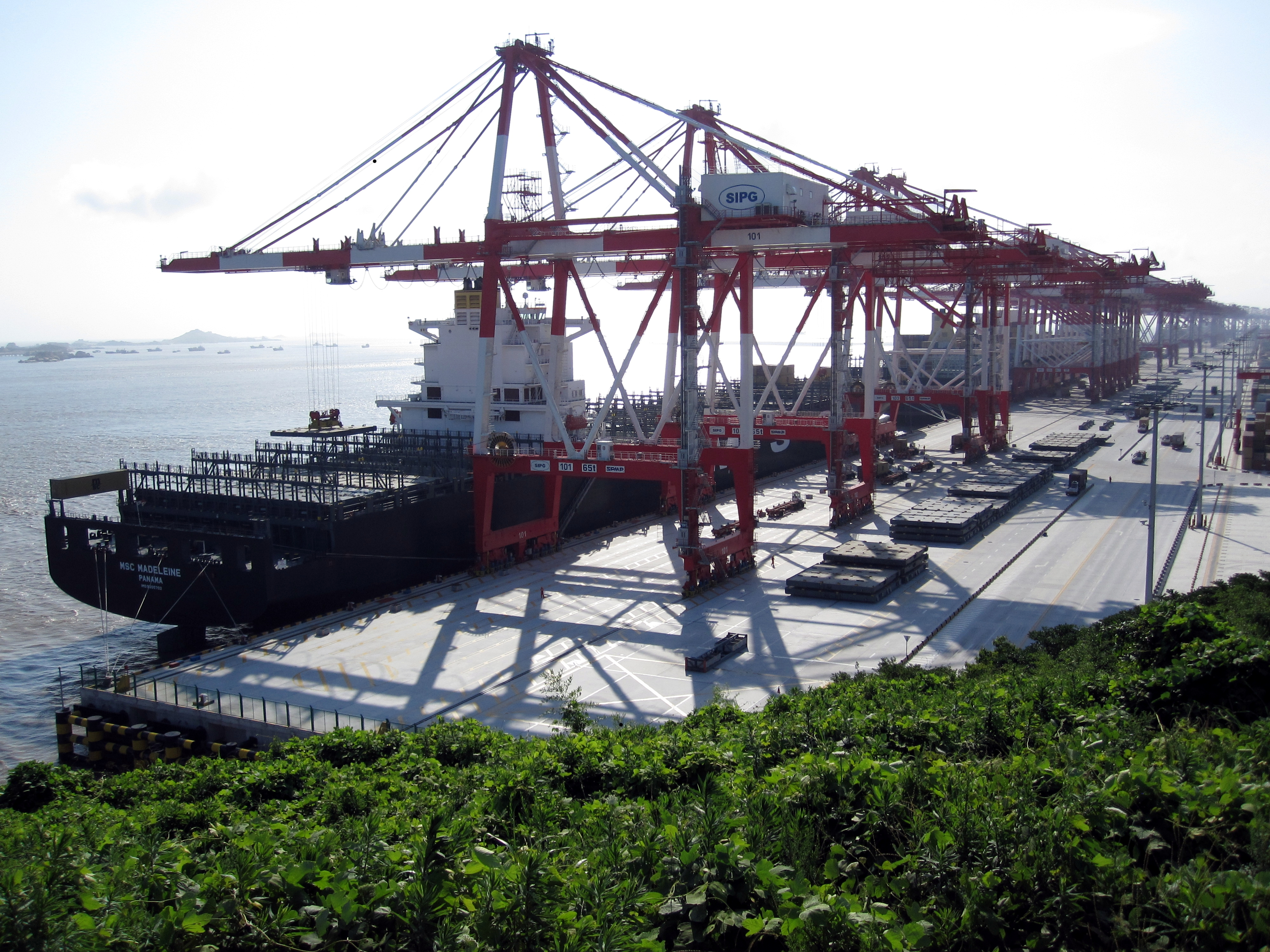
Porto de Xangai, é o porto de contêineres mais movimentado do mundo.

O porto é dividido em um total de 5 terminais:
• Terminal 1: porto de Xangai Terminais Pudong International Ltd. contentores tem um comprimento de 900 metros, com 3 cais, uma profundidade de 12,8 metros e um total de 10 gruas de contentores e 36 RTG. Sua superfície de 500 mil metros quadrados permite a manutenção de 30 mil TEUs de cada vez e uma capacidade anual de 1,8 milhão de TEUs.
• Terminal 2 e 3: SIPG Zhendong Container Terminal Branch. É uma continuação do Terminal 1, concluído em 1997. Acrescenta 1,6 km de porto, com 5 embarcações, 10 guindastes pós-panamax e uma área de 1,7 milhão de metros quadrados, mantendo o calado anterior.
• Terminal 4: Porto de Xangai East Container Terminals Company, Ltd. Os terminais 4 e 5 estão localizados a 7 km dos outros três, seguindo o leito do rio. O Terminal 4, construído em 2002, tem um calado de 14,2 metros, um comprimento de 1,25 km, incluindo 4 pilares principais. Graças aos seus 1,55 milhão de metros quadrados, seus 12 guindastes de pórtico para contêineres e 48 RTGs manejaram 1 milhão de TEUs no primeiro ano, embora atualmente esse montante seja de 3,63 milhões.
• Terminal 5: Porto de Xangai Mingdong Container Terminals, Ltd. Concluído em 2005, é uma joint venture entre a SIPG e a Hutchison Port Holdings Limited (HPH). Garante 14,2 metros de calado e está equipado com 12 gruas para contentores ao longo dos seus 1100 metros. É capaz de armazenar 120.000 contêineres. A construção do porto de águas profundas de Yangshan marcou a saída de empresas americanas, europeias e australianas. Mas, apesar disso, o tráfego de contêineres não diminuiu, de fato, aumentou. Isso se deve ao fato de que o porto de Waigaoqiao promove o comércio entre os países asiáticos desde 2005, o que significou um crescimento de 19% entre 2005 e 2010, alcançando 15,7 milhões de TEUs em 2010.

### Porto de Yangshan
O porto é fruto da ambição, o desejo de crescimento e problemas de calado em outros portos que impediam a entrada de navios.
A localização do porto foi escolhida nas Ilhas Yangshan, localizadas na Baía de Hangzhou, a cerca de 32 km do continente, que têm calado entre 15 e 20 metros. Para economizar essa distância, a SIPG decidiu construir uma ponte, a ponte Donghai. Concluída em dezembro de 2005, é a sétima ponte mais longa do mundo e, embora seja um viaduto de baixo nível, a maior parte de sua jornada, há uma área em que a ponte é estaiada, com o objetivo de permitir o tráfego de grandes barcos. A ponte liga o porto de Yangshan com o parque logístico de Lingang. Embora no princípio se decidisse nivelar o relevo das ilhas, finalmente decidiu-se colocar o porto em terras reclamadas do mar.

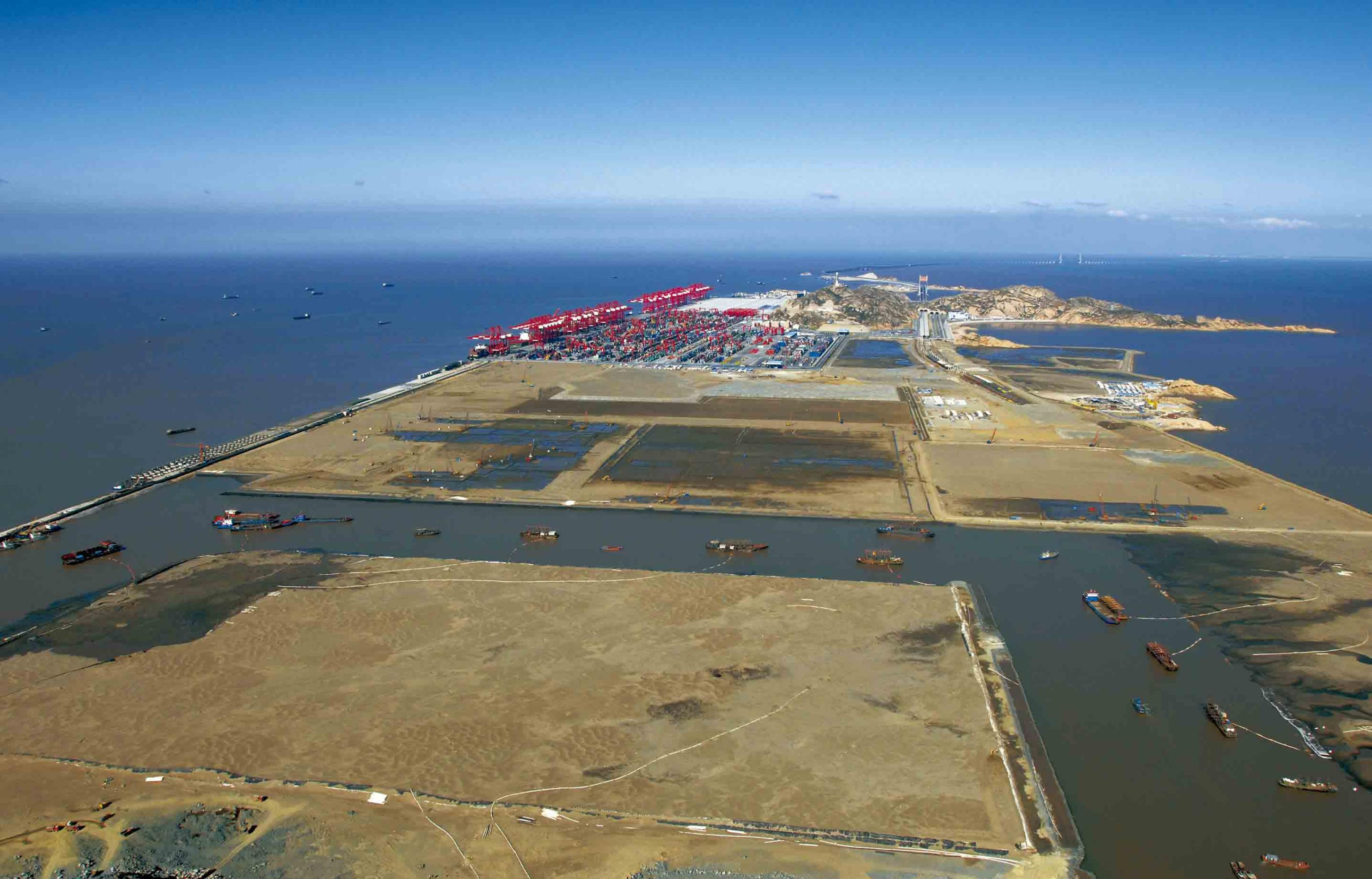
Construção do Porto de águas profundas de Yangshan, em 2007.

O porto de Yangshan foi sendo construído em quatro fases. A primeira delas, concluída em 2004 e inaugurada no final de 2005, alcançou o desejado projeto de 15 a 16 metros, permitindo a ancoragem dos maiores navios do planeta. Equipado com 10 guindastes de pórtico para contêineres e uma área portuária de 1.600.000 metros quadrados, alcançou um tráfego de 2,2 milhões de TEU em seu primeiro ano. Tem um comprimento de 1600 metros, o que lhe permite atracar entre 5 navios de contêiner de cada vez.
Com a segunda e terceira fases, construídas em 2006 e 2010, respectivamente, o porto foi significativamente aumentado. O primeiro deles acrescenta 4 molhes e seus 2,44 milhões de metros quadrados permitem a movimentação anual de 4,5 milhões de TEU. As duas primeiras fases, chamadas conjuntamente de Terminais Internacionais de Contêineres Shengdong de Xangai, têm um comprimento total de 3.000 metros, 34 guindastes de pórtico para contêineres e 120 RTG.
A terceira fase é a mais importante até agora. Além de prolongar o porto em 2,6 km, adicionando 7 molhes e uma área de milhões de metros quadrados, também aumentou o calado máximo para 17,5 metros, o que implica uma adição anual de 5 milhões de TEU. Juntamente com a quarta fase forma a Xangai Guandong Internacional Recipiente Terminal Co., Ltd. finalizada em 2015, a quarta e última fase aumentou a capacidade de 4 milhões de TEU, e todas as fases em conjunto têm um total de 50 molhes capaz de comportar 25 milhões de contêineres por ano. Em 2014 foi movimentado 14,15 milhões de TEUs, 52% a mais do que o esperado com as três primeiras fases do projeto.
Em 2016, o porto de Xangai estabeleceu um recorde histórico ao lidar com mais de 37 milhões de TEUs. Sendo o porto mais movimentado em TEUs do mundo. Ultrapassando o Porto de Singapura.

## Economia
O porto de Xangai é um importante centro de transportes para a região do rio Yangtze e a porta de entrada mais importante para o comércio exterior chinês. Ele serve as províncias internas desenvolvidas do Yangtze: Anhui, Jiangsu, Zhejiang e Henan, com uma população densa, uma base industrial forte e um setor agrícola desenvolvido. 

## Dados
O trabalho conjunto dos três portos permitiu que Xangai tomasse a primeira posição em termos de transporte do TEUS. Essa primeira posição foi alcançada em 2010, destronando Singapura, com 29,05 milhões de TEU. Desde então, ele não parou de crescer, alcançando em 2011 a cifra de 30 milhões de TEU (31,74 milhões), e em 2012 bateu novamente seu próprio recorde com 32,53 milhões de contêineres.
- 1984: 100 milhões de toneladas métricas (mtm)
- 1999: 186 mtm
- 2005: 443 mtm
- 2006: 537 mtm
- 2007: 561 mtm
- 2008: 582 mtm de carga e 28 milhões de TEUs [4]
- 2009: 590 mtm 4

De acordo com estatísticas da SIPG, em 2010, recipiente de manipulação do Porto de Xangai foi de 29.05 milhões de contentores normais, ficando em primeiro lugar no mundo ultrapassando o Porto de Singapura, o porto de Xangai ainda permanece o primeiro porto do mundo no manuseio de carga a granel.

## Comparação com os principais portos do mundo
Em comparação entre os portos de Xangai, o Porto de Singapura e o de Hong Kong, os três portos mais importantes do mundo. Em 2011, os três juntos representavam 22,1% do tráfego marítimo dos 50 portos mais importantes do mundo, com 86,061 milhões de TEUs. Esse número em 2012 registrou um ligeiro aumento de 1,4% em relação ao ano anterior, atingindo 87,303 de TEU. Em 2010 o porto de Xangai alcançou a primeira posição, pois o porto com o maior tráfego de contêineres alcançou os famosos 29,05 milhões de TEU. Curiosamente, nota-se que o número de contentores do mês de Janeiro de 2012 equivale a todos do ano inteiro de 1998. Esse crescimento é devido tanto a abertura comercial da China, quanto a sua localização estratégica.
Entre os 10 principais portos do mundo existem 7 localizados na China, além de Xangai e Hong Kong: Shenzhen, Ningbo-Zhoushan, Guangzhou, Qingdao e o Tianjin. Os portos chineses em 2012 aumentaram o tráfego de contêineres em 8,1%, movimentando pouco mais de 30% do total mundial, cerca de 176 milhões de TEU. Dos quais, Xangai representa 18,4%.